# Кундусуюл
Кундусуюл (устар. Кундустуюл) — река в Тисульском районе Кемеровской области России, правый приток реки Кундат (бассейн Кии).
Протяжённость водотока 25 км; берёт начало на водораздельном хребте между реками Кундат и Кия. Притоки — Васильевский Ключ, Семеновка, Верхняя Воскресеновка.
Название реки может быть связано с южносамодийским словом «кондо» — «длинный», на кетском языке «ул» или тюркском «йул» — «река». Условно Кондустуюл — «длинная река». По другой версии «Кундустуюл» (Хундустыг чул) — Бобровый ручей, по хакасски хундус — бобер.
В 1829 году на берегах реки Кундусуюл екатеринбургским купцом Якимом Меркурьевичем Рязановым в компании Г. ф. Казанцева и С. И. Баландина было открыто золото, что послужило началом Сибирской золотой лихорадки. Содержание золота по рекам Кундусуюл, Кундат, Кожух достигало 10 золотников на тонну. Золотоносный пласт на Петропавловском прииске залегал более к левой по течению стороне, на глубине от 1,5 до 6 метров; встречались и самородки золота. Воскресенский прииск был сходен с Петропавловским. Активным золотодобытчиком в районе реки был томский миллионер И. Д. Асташёв, сумевший добиться отвода себе территорий с разведанными Я. М. Рязановым месторождениями золота в долине реки Кундусуюл.

## Топографические карты
топографическая карта Кемеровской области. Архивировано из оригинала 22 февраля 2014 года.